# شكر أباد (بيرانشهر)
شكر أباد هي قرية في مقاطعة بيرانشهر، إيران. يقدر عدد سكانها بـ 117 نسمة بحسب إحصاء 2016.